# Пуголовок Юрій Олександрович
Юрій Олександрович Пуголовок (нар. 5 вересня 1984, Полтава, Полтавська область, УРСР) — український археолог, керамолог, кандидат історичних наук (2014), заступник голови правління ВГО «Спілка археологів України». Керівник Глинської археологічної експедиції, спеціаліст в галузі слов'яно-руської археології Дніпровського Лівобережжя.

## Біографія
Народився 5 вересня 1984 року в місті Полтава.
Навчався в Полтавському міському ліцеї № 1 імені І. П. Котляревського (випуск 2001). У 2005 році закінчив бакалаврат історичного факультету ПДПУ імені В. Г. Короленка. Продовжив навчання в Національному університеті «Києво-Могилянська академія» закінчивши у 2007 році магістратуру за програмою «Історія. Археологія та давня історія України», а в 2010 аспірантуру цього ж університету.
З 2011 року керівник Глинської археологічної експедиції, що займається систематичним вивченням давньоруської пам'ятки археології національного значення — Глинського археологічного комплексу, розташованого у селі Глинське, Опішнянської ОТГ, Полтавської області. Керівник та учасник археологічних експедицій з дослідження ранньослов'янського городища та урочища Козацький вал поблизу Опішного (2017, 2018, 2019, 2020 роки), досліджень міста Полтава, Більського городища, міста Кременчук, пам'яток в околицях Горішніх Плавнів тощо.
З 2003 по 2014 працював на посадах молодшого наукового, наукового та старшого наукового співробітника «Центру охорони та дослідження пам'яток археології» Полтавської обласної ради. З 2014 по 2021 молодший науковий, науковий та старший науковий співробітник Інституту керамології — відділення Інституту народознавства НАН України, розташованого в Опішному.
З 2021 року старший науковий співробітник ДП НДЦ «Охоронна археологічна служба України» ІА НАН України, очільник Полтавського підрозділу.

## Наукова діяльність
Захистив у 2013 році кандидатську дисертацію зі спеціальності 07.00.04 «Археологія» на тему: «Будівництво населення роменської культури Дніпровського Лівобережжя», у 2014 присвоєно вчене звання кандидат історичних наук. Одноосібно та у співавторстві опублікував понад 150 наукових праць, зокрема 12 монографій.

### Одноосібно
- 2008 — «Садиба літописних сіверян (за матеріалами розкопок у Полтаві)», (Полтава: Видавництво «АСМІ», ВЦ «Археологія» ЦОДПА, 48 с.: іл.)[1];
- 2016 — «Будівельна справа літописних сіверян», (Опішне: Українське Народознавство, 360 с.)[2];
- 2018 — «Історія української археологічної керамології (1991—2016)», (Опішне: Українське Народознавство, 272 с.)[3].

#### У співавторстві
- 2008 — «Дослідження посаду літописної Лтави: Миколаївська гірка», (разом з Супруненко О. Б., Мироненко К. М., Шерстюк В. В.; Київ-Полтава, 136 с.: іл. + 2 вкл. + 4 кол. вкл.)[4];
- 2009 — «Дослідження посаду літописної Лтави: Інститутська гора. Частина І», (разом з Супруненко О. Б., Мироненко К. М., Шерстюк В. В.; Київ-Полтава, 140 с.: іл. + 4 кол. вкл.)[5];
- 2009 — «Дослідження посаду літописної Лтави: Інститутська гора. Частина ІІ», (разом з Супруненко О.Бю, Мироненко К. М., Ткаченко О. М., Шерстюк В. В., Яремченко В. А.; Київ-Полтава, 132 с.: іл. + 6 кол. вкл)[6];
- 2009 — «Дослідження Полтавської фортеці: Старе місто», (разом з Калашник Є. С.; Київ-Полтава, 132 с.: іл. + 4 кол. вкл.);
- 2010 — «Селітроварницький стан на Більському городищі», (разом з Супруненко О. Б., Шерстюк В. В.; Київ, 96 с., 4 кол. вкл.: іл.)[7];
- 2015 — «Дослідження літописної Лтави: Іванова гора. Частина І», (разом з Супруненко О. Б.; Київ: ЦП НАНУ і УТОПІК, 180 с., іл. + XII кол. вкл.)[8];
- 2015 — «Дослідження літописної Лтави: Іванова гора. Частина ІІ», (разом з Супруненко О. Б.; Київ: ЦП НАНУ і УТОПІК, 192 с., іл. + XII кол. вкл.)[9];
- 2016 — «Дослідження передмість Полтавської фортеці», (разом з Супруненко О. Б.; Київ: ЦП НАНУ і УТОПІК, Видавець Олег Філюк, 140 с.: іл. + VІ кол. вкл.)[10];
- 2017 — «Обробка кераміки в польових та камеральних умовах (методичні рекомендації). Матеріали Археолого-керамологічної літньої академії в Опішному», (разом з Котенко В. В., Єфанова С. О.; Опішне: Українське Народознавство, 40 с.)[11].